# Trzepnica (gromada)
Trzepnica – dawna gromada, czyli najmniejsza jednostka podziału terytorialnego Polskiej Rzeczypospolitej Ludowej w latach 1954–1972.
Gromady, z gromadzkimi radami narodowymi (GRN) jako organami władzy najniższego stopnia na wsi, funkcjonowały od reformy reorganizującej administrację wiejską przeprowadzonej jesienią 1954 do momentu ich zniesienia z dniem 1 stycznia 1973, tym samym wypierając organizację gminną w latach 1954–1972.
Gromadę Trzepnica siedzibą GRN w Trzepnicy utworzono – jako jedną z 8759 gromad na obszarze Polski – w powiecie piotrkowskim w woj. łódzkim, na mocy uchwały nr 35/54 WRN w Łodzi z dnia 4 października 1954. W skład jednostki weszły obszary dotychczasowych gromad Bęczkowice, Trzepnica wieś i Trzepnica kolonia oraz wieś Stanisławów i osada Majdany z dotychczasowej gromady Lesiopole ze zniesionej gminy Łęki Szlacheckie, a także obszary dotychczasowych gromad Niwy i Teklin ze zniesionej gminy Gorzkowice, wszystkie jednostki w tymże powiecie. Dla gromady ustalono 12 członków gromadzkiej rady narodowej.
1 stycznia 1959 do gromady Trzepnica przyłączono wieś Podstole, kolonię Grotowiec i wieś Bęczkowice Poduchowne ze zniesionej gromady Adamów.
31 grudnia 1961 do gromady Trzepnica przyłączono wieś Antonielów, kolonię Jeżówka, osadę Kuźnica Żerechowska, wieś i kolonię Piwaki, wieś i kolonię Tomawa, osadę Tomawa Olszyńska, osadę Wygoda, wieś Wykno, kolonię Wypalenisko oraz wieś i kolonię Żerechowa ze zniesionej gromady Żerechowa.
Gromada przetrwała do końca 1972 roku, czyli do kolejnej reformy gminnej.